# جويل روز
جويل روز (بالإنجليزية: Joel Rose)‏ (1 مارس 1948، لوس أنجلوس في الولايات المتحدة)؛ كاتب سيناريو، كاتب وروائي أمريكي.

## روابط خارجية
- جويل روز على موقع IMDb (الإنجليزية)
- جويل روز على موقع ألو سيني (الفرنسية)
- جويل روز على موقع أول موفي (الإنجليزية)
- جويل روز على موقع قاعدة بيانات الفيلم (الإنجليزية)
- جويل روز على موقع كينوبويسك (الروسية)